# Nick Gilbert
Nick Gilbert (Vancouver, 20 luglio 1965) è un ex calciatore canadese, attaccante.

## Carriera
Nel 1987 vinse la Canadian Soccer League con i Calgary Kickers, laureandosi anche capocannoniere e MVP del torneo.